# Tilmann Joseph Godesberg
Tilmann Joseph Godesberg (* 3. Februar 1690 in Köln; † 2. Februar 1754 ebenda) war Priester und Offizial im Erzbistum Köln.
Godesberg war der Sohn von Dr. iur. Caspar Godesberg und Anna Kath. geb. Puissant. Er studierte am Collegium Germanicum in Rom Theologie, wo er auch zum Subdiakon geweiht wurde und mit seinen Vorträgen. Am 21. September 1715 zum Priester geweiht, erlangte er am 23. Dezember 1717 ein Kanonikat an St. Maria ad Gradus (Köln) und am 24. September 1722 ein weiteres an St. Andreas zu Köln. Am 20. Juli 1725 in das Kölner Domkapitel berufen, ernannte Erzbischof Clemens August I. von Bayern den zum Dr. theol. promovierten Godesberg 1735 zum Präsidenten seines Hofrats und führte ihn somit in die weltliche Regierung Kurkölns ein. Am 13. Juli 1744 durch den gleichen Erzbischof auch zum Offizial ernannt, war Godesberg zugleich noch Synodalexaminator, Mitglied des Geheimen Rates und der Seminarkommission.
Godesberg war zu seiner Zeit ein geschätzter Mann. Er galt als guter Theologe und sittlich einwandfrei. In seinen Ämtern genoss er den Ruf eines sachlichen und pflichtbewussten Beamten, der „allem Parteigetriebe abhold“ sei.
Siehe auch: Liste der Kölner Weihbischöfe, Liste der Kölner Generalvikare, Liste der Kölner Offiziale, Liste der Kölner Dompröpste, Liste der Kölner Domherren